# Zetti
Armelino Donizetti Quagliato známý jako Zetti (* 10. leden 1965, Porto Feliz) je bývalý brazilský fotbalový brankář.
V brazilské reprezentaci odehrál 13 utkání. Stal se s ní mistrem světa roku 1994.
Se São Paulo FC vyhrál dvakrát Pohár osvoboditelů (1992, 1993) a následně v obou případech i Interkontinentální pohár.
Se Sao Paulem vyhrál jednou i brazilskou ligu (1991).
Po skončení hráčské kariéry se stal trenérem.